# سیارک ۶۴۹۷۴
سیارک ۶۴۹۷۴ (به انگلیسی: 64974 Savaria، نامگذاری:2002AF11) شصت و چهار هزار و نهصد و هفتاد و چهارمین سیارک کشف شده‌است که در ۱۱ ژانویه ۲۰۰۲ کشف شد.